# Tessinernas liga
Tessinernas liga (Lega dei Ticinesi) är sedan 1991 ett högerpopulistiskt parti i Schweiz. Det är uteslutande verksamt i kantonen Ticino. 

## Politiska representanter
- Partiet har 21 av 90 ledamöter i Ticinos kantonsparlament och 2 av 5 medlemmar av Ticinos regering.
- I det federala parlament har partiet 2 ledamöter i Nationalrådet och ingen ledamot i (Ständerrådet). Det bildar en partigrupp tillsammans med det Schweiziska folkpartiet.

## Program
Partiet är motståndare till Schweiz inträde i Europeiska unionen och är för en strikt tillämpad asylpolitik. Det står politiskt nära Schweiziska folkpartiet och räknar Lega Nord i Italien som systerparti. Det har dock inga separatistiska aspirationer.